# SAKO
SAKO (System Automatycznego KOdowania) – język algorytmiczny polskich komputerów: XYZ, ZAM-2, ZAM-21 i ZAM-41 nastawiony na otrzymywanie efektywnego kodu. Początkowo wspomagał tylko obliczenia stałoprzecinkowe. W wersji dla ZAM-21 i ZAM-41 dodano możliwość obliczeń zmiennoprzecinkowych.
Ogólne cechy języka SAKO:
- komendy podobne do zdań używanych w języku naturalnym
- skracał czas nauki zasad programowania
- łatwy w użyciu, skracał czas kodowania
- przejrzysty kod programów, małe prawdopodobieństwo popełnienia błędu

Miał statyczny przydział adresów. Można w nim było wstawiać kod w makroasemblerze SAS.
Kompilacja przebiegała w dwóch etapach:
1. Z SAKO na uproszczony makroasembler SAS (SAS-W)[5].
2. Z SAS na język maszynowy.

Najbardziej charakterystyczną cechą SAKO są polskie komendy np. „CZYTAJ”, „SKOCZ DO”.
Przeznaczony przede wszystkim do programowania obliczeń numerycznych. Z większych systemów w WAT powstał w nim system obliczeń metodą elementów skończonych.

## Przykład rozkazów
Polecenia obsługi pamięci bębnowej komputera ZAM-2:
```
PISZ NA BEBEN OD 100: A, B, *C
```

Zapisuje na bębnie, począwszy od adresu 100, kolejno: słowa A i B oraz blok (tablicę) C o wcześniej zadeklarowanej wielkości.
```
CZYTAJ Z BEBNA OD 100: A, B, *C
```

Czyta z bębna, począwszy od adresu 100, kolejne słowa i umieszcza w zmiennych A i B oraz bloku (tablicy) C.

## Przykład programu
Poniższy program ma za zadanie wydrukowanie znanego tekstu Hello World:
```
K) PROGRAM DRUKUJE NAPIS HELLO WORLD
   LINIA
   TEKST:
   HELLO WORLD
   STOP NASTEPNY
   KONIEC
```

## Literatura
- Leon Łukaszewicz, Antoni Mazurkiewicz, System automatycznego kodowania SAKO. Cz. 1, Opis języka, Polska Akademia Nauk, 1961 [dostęp 2018-09-12]. Brak numerów stron w książce
- Leon Łukaszewicz, Antoni Mazurkiewicz "System automatycznego kodowania SAKO", wyd.2 poszerzone[7], Zakład Narodowy im. Ossolińskich, Wydawnictwo Polskiej Akademii Nauk, Wrocław-Warszawa-Kraków 1966 r.
- CIA-RDP80T00246A011500230001-8
- Jan Szmelter, Krystyna Balińska-Deloff "Język programowania SAKO: dla ZAM-41: opis"
- "Algorytmy" Vol. 1 No. 1, 1962 Instytut Maszyn Matematycznych PAN
- "Algorytmy" Vol. 1 No. 2, 1963 Instytut Maszyn Matematycznych PAN
- Jan Szmelter, Henryk Zub "Programowanie SAKO na Mińsk-22"
- "Translator języka SAKO na język MAT dla maszyny Mińsk-22"
- Antoni Mazurkiewicz "Arithmetic Formulae and the Use of Subroutines in SAKO" Annual Review in Automatic Programming, Vol. 2
- Leon Łukaszewicz "SAKO — An Automatic Coding System" Annual Review in Automatic Programming, Vol. 2
- Konrad Fiałkowski "Autokody i programowanie maszyn cyfrowych" Wydawnictwa Naukowo-Techniczne